# 熱列夫皮爾利亞
50°54′53″N 29°39′24″E / 50.91472°N 29.65667°E
熱雷夫皮利亞（烏克蘭語：Жеревпілля）是位於烏克蘭北部的村莊，由基辅州维什霍罗德区的伊萬基夫市鎮負責管轄。該村面積0.01平方公里，海拔高度140米，2001年該村落人口384。